# Lijst van afleveringen van Providence
Dit is een lijst met afleveringen van de Amerikaanse televisieserie Providence. De serie telt 5 seizoenen. Een overzicht van alle afleveringen is hieronder te vinden.

## Seizoen 1
| Nr. | Titel aflevering           | Uitzenddatum VS  |
| --- | -------------------------- | ---------------- |
| 1   | Pilot                      | 8 januari 1999   |
| 2   | Home Again                 | 15 januari 1999  |
| 3   | All Good Dogs Go to Heaven | 22 januari 1999  |
| 4   | Sisters                    | 29 januari 1999  |
| 5   | Runaway Sydney             | 5 februari 1999  |
| 6   | Tying the Not              | 12 februari 1999 |
| 7   | If Memory Serves           | 19 februari 1999 |
| 8   | Blind Faith                | 26 februari 1999 |
| 9   | Taste of Providence        | 12 maart 1999    |
| 10  | You Bet Your Life          | 19 maart 1999    |
| 11  | Pig in Providence          | 2 april 1999     |
| 12  | Saint Syd                  | 9 april 1999     |
| 13  | Family Tree                | 23 april 1999    |
| 14  | Good Fellows               | 30 april 1999    |
| 15  | Two to Tango               | 7 mei 1999       |
| 16  | Guys and Dolls             | 14 mei 1999      |
| 17  | Heaven Can Wait            | 21 mei 1999      |

## Seizoen 2
| Nr. | Titel aflevering              | Uitzenddatum VS   |
| --- | ----------------------------- | ----------------- |
| 1   | The Third Thing               | 24 september 1999 |
| 2   | The Letter                    | 1 oktober 1999    |
| 3   | The Birthday Party            | 22 oktober 1999   |
| 4   | You Can't Hurry Love          | 29 oktober 1999   |
| 5   | He's Come Undone              | 5 november 1999   |
| 6   | The Phantom Menace            | 12 november 1999  |
| 7   | Sail Away                     | 19 november 1999  |
| 8   | Thank You, Providence: Part 1 | 26 november 1999  |
| 9   | Thank You, Providence: Part 2 | 26 november 1999  |
| 10  | Home for the Holidays         | 17 december 1999  |
| 11  | The Kiss                      | 7 januari 2000    |
| 12  | Mother & Child                | 21 januari 2000   |
| 13  | The Reunion                   | 4 februari 2000   |
| 14  | The Apartment                 | 11 februari 2000  |
| 15  | Sibling Rivalry               | 18 februari 2000  |
| 16  | Do the Right Thing            | 25 februari 2000  |
| 17  | The Storm                     | 17 maart 2000     |
| 18  | Don't Go Changin'             | 31 maart 2000     |
| 19  | Family Ties                   | 14 april 2000     |
| 20  | Taking a Chance on Love       | 28 april 2000     |
| 21  | Love Is in the Air            | 5 mei 2000        |
| 22  | Syd in Wonderland             | 12 mei 2000       |
| 23  | Paradise Inn                  | 19 mei 2000       |

## Seizoen 3
| Nr. | Titel aflevering               | Uitzenddatum VS  |
| --- | ------------------------------ | ---------------- |
| 1   | Safe at Home                   | 20 oktober 2000  |
| 2   | Trick or Treat                 | 27 oktober 2000  |
| 3   | The Good Doctor                | 3 november 2000  |
| 4   | Rescue Me                      | 10 november 2000 |
| 5   | The Unsinkable Sydney Hansen   | 17 november 2000 |
| 6   | The Thanksgiving Story: Part 1 | 24 november 2000 |
| 7   | The Thanksgiving Story: Part 2 | 24 november 2000 |
| 8   | The Gift                       | 15 december 2000 |
| 9   | Big Night                      | 5 januari 2001   |
| 10  | The Gun                        | 12 januari 2001  |
| 11  | Saved by the Bell              | 2 februari 2001  |
| 12  | It Was a Dark and Stormy Night | 9 februari 2001  |
| 13  | The Lion Sleeps Tonight        | 16 februari 2001 |
| 14  | The Invisible Man              | 23 februari 2001 |
| 15  | Parenthood                     | 2 maart 2001     |
| 16  | Love Story                     | 16 maart 2001    |
| 17  | Exposure                       | 30 maart 2001    |
| 18  | Magician                       | 20 april 2001    |
| 19  | Meet Joe Connelly              | 27 april 2001    |
| 20  | Trial & Error                  | 4 mei 2001       |
| 21  | Rule Number One                | 11 mei 2001      |
| 22  | Falling                        | 18 mei 2001      |

## Seizoen 4
| Nr. | Titel aflevering           | Uitzenddatum VS   |
| --- | -------------------------- | ----------------- |
| 1   | Dad                        | 28 september 2001 |
| 2   | Home Sweet Home            | 5 oktober 2001    |
| 3   | Impulse Control            | 12 oktober 2001   |
| 4   | You Can Count on Me        | 19 oktober 2001   |
| 5   | Civil Unrest               | 26 oktober 2001   |
| 6   | Best Man                   | 2 november 2001   |
| 7   | The Honeymoon's Over       | 9 november 2001   |
| 8   | Rocky Road                 | 16 november 2001  |
| 9   | Gobble, Gobble             | 23 november 2001  |
| 10  | The Mating Dance           | 14 december 2001  |
| 11  | The Start of Something Big | 4 januari 2002    |
| 12  | Shadow Play                | 11 januari 2002   |
| 13  | The Good Fight             | 25 januari 2002   |
| 14  | All the King's Men         | 1 februari 2002   |
| 15  | Act Naturally              | 22 maart 2002     |
| 16  | Limbo                      | 29 maart 2002     |
| 17  | The Whole Truth            | 5 april 2002      |
| 18  | Gotcha                     | 12 april 2002     |
| 19  | Great Expectations         | 19 april 2002     |
| 20  | Things Have Changed        | 26 april 2002     |
| 21  | Smoke and Mirrors          | 3 mei 2002        |
| 22  | Out of Control             | 10 mei 2002       |

## Seizoen 5
| Nr. | Titel aflevering                 | Uitzenddatum VS  |
| --- | -------------------------------- | ---------------- |
| 1   | A New Beginning                  | 4 oktober 2002   |
| 2   | It's Raining Men                 | 11 oktober 2002  |
| 3   | Cloak & Dagger                   | 18 oktober 2002  |
| 4   | The Wedding Planner              | 25 oktober 2002  |
| 5   | Things That Go Bump in the Night | 1 november 2002  |
| 6   | The Heart of the Matter          | 8 november 2002  |
| 7   | Truth and Consequences           | 15 november 2002 |
| 8   | Left-Overs                       | 22 november 2002 |
| 9   | The Sound of Music               | 6 december 2002  |
| 10  | Eye of the Storm                 | 13 december 2002 |
| 11  | The Eleventh Hour                | 21 december 2002 |